# Patrick Blanc
Patrick Blanc ( * 3 de junio de 1953 (71 años), París) es un botánico que trabaja para el Centre National de la Recherche Scientifique (CNRS) donde está especializado en plantas del sotobosque tropical. Es el inventor de un sistema para crear jardines verticales en forma de  muro vegetal.

## Realizaciones
- 1988 : primer muro vegetal en la Ciudad de las Ciencias y de la Industria de París.
- 1994 : Festival de jardines de Chaumont-sur-Loire.
- 1998 : muro vegetal de la Fundación Cartier de París.
- 2000 : muro vegetal del Acuario de Génova (Italia)
- 2001 : muro vegetal del hotel Pershing Hall de París.
- 2003 : muro vegetal de la embajada de Francia en Nueva Delhi (India)
- 2004 : edificio administrativo del Museo del muelle Branly de París.
- 2005 : fachada norte del mercado de Aviñón.
- 2005 : Plaza Vinet de Burdeos (con Michel Desvigne).
- 2006 : muro vegetal en  l'Espace Weleda, París.
- 2007 : muro vegetal del magasin BHV Hommes, París.
- 2007 : muro vegetal del CaixaForum Madrid.
- 2008 : arco del Grand Théâtre de Provence en Aix-en-Provence
- 2008 : muro vegetal de las Galerías Lafayette de Berlín.
- 2008 : muros de los pabellones de la Plaza de España en Santa Cruz de Tenerife

## Exposiciones
- 2006 : « Folies végétales », Espace EDF Electra, du 8 décembre 2006 au 18 mars 2007  sur le site d'EDF

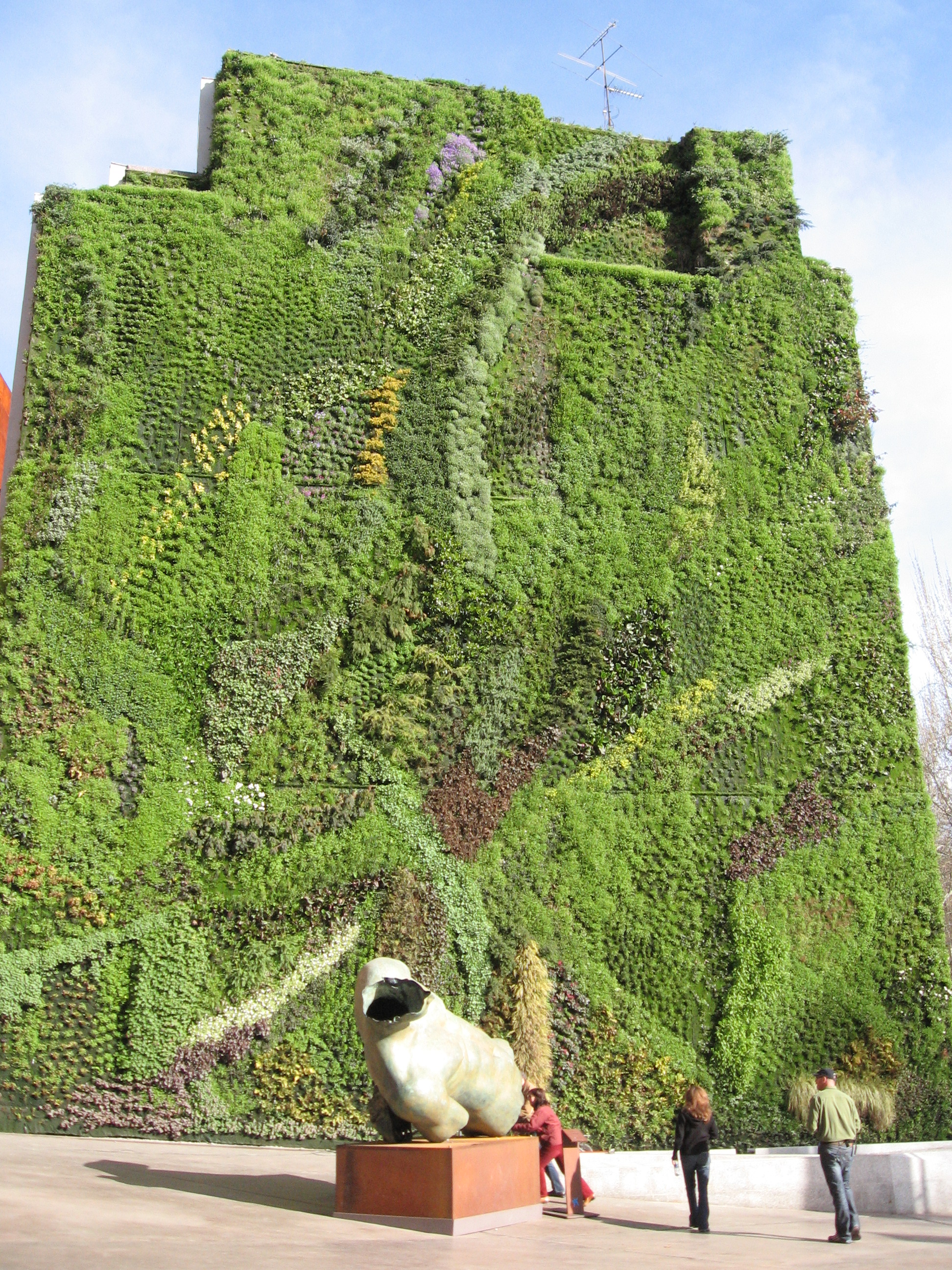
Muro vegetal en CaixaForum Madrid.